# Queen’s Park Oval
Das Queen’s Park Oval ist ein Cricketstadion in Port of Spain auf Trinidad und Tobago. Es wurde 1896 eröffnet und ist mit 20.000 Sitzplätzen das größte und älteste Cricketstadion in der Karibik. Es ist das Heimatstadion für das Trinidad and Tobago Cricketteam und die Trinbago Knight Riders, die in der Caribbean Premier League spielen. Weiterhin ist das Stadion Austragungsstätte für Test-Matches und ODIs der west-indischen Cricketmannschaft. Das Queen’s Park Oval war 2007 Austragungsort für ODI-Matches des Cricket World Cups.

## Geschichte
Das Queen’s Park Oval liegt im Stadtteil St Clair. Das Gelände war ursprünglich Teil eines staatlichen Bauernhofs, der 1884 auf dem Land einer aufgegebenen Zuckerplantage errichtet worden war (und nach der der heutige Stadtteil benannt ist). Beim Bau 1896 gehörte das Queen’s Park Oval schon zu den größten Cricketstadien in der Karibik. Seinen Namen hat es vom besitzenden Verein, dem 1891 gegründeten Queen’s Park Cricket Club, der wiederum seinen Namen vom ursprünglichen Austragungsort seiner Spiele hat, der nahegelegenen Queen’s Park Savannah. Bereits 1897 fanden erste First-Class-Cricket-Turniere statt, so das erste belegbare Turnier zwischen einem Team des englischen Cricketspielers Martin Hawke, 7th Baron Hawke und einer vom Queen’s Park Cricket Club zusammengestellten Mannschaft. Das Stadion blieb bis 1952 zum großen Teil unverändert. 1896 war das Stadion ein Austragungsort für eine Tour Englands, diese wurde aber nur als List A Match angesehen. Erst 1930 fand das erste offizielle Test-Match zwischen den West Indies und England statt. Der Pitch bestand bis 1952 nur aus Lehm. Durch den harten Boden sprang der Ball besser und hohe Scores waren dadurch möglich. Erst nach einem Test-Match im Jahr 1954, in dem die Windies 681 und England 537 Runs erzielten, wurde der Pitch mit einem Rasenbelag versehen. Im Jahr 2007 erfolgten viele Umbauten anlässlich des World Cups; die Kapazitäten wurden zu diesem Anlass von 17.000 auf 20.000 Zuschauer erhöht. Neben einer Modernisierung des Media Centers wurden auch Flutlichter installiert. Die beiden Ends heißen Brian Lara Pavilion End und Media Centre End.
Das Stadion wird auch für andere Sportarten genutzt, so für Fußballspiele und Radrennen.